# Rosko (osada leśna w województwie wielkopolskim)
Rosko – osada leśna w Polsce położona w województwie wielkopolskim, w powiecie czarnkowsko-trzcianeckim, w gminie Wieleń.